# Краснознаменск (Московская область)
Краснозна́менск (ранее Голицыно-2) — город в Московской области, образующий закрытое административно-территориального образование и городской округ. В городе находится дублирующий центр управления полётами, являющийся также главным центром управления орбитальной группировкой Министерства обороны РФ.
Площадь городского округа составляет 13,322 км², что более чем в 2 раза превышает площадь урбанизированной части Краснознаменска — собственно города — 6,089 км². Население города — 44 657 чел. (2024).

## География
Город расположён к юго-западу от центра Москвы, на 41 км федеральной автодороги M1 «Беларусь».
Территория его городского округа граничит на севере, западе и востоке с Одинцовским городским округом, на юге — с Наро-Фоминским городским округом. На востоке граничит с селом Сидоровским и деревней Кобяково, вдоль северной границы города пролегает Минское шоссе, с юга к городу прилегают Новосумино и Сумино, а с востока деревня Крёкшино, входящая в Новомосковский административный округ города Москвы. Также на небольшом удалении от города расположены Голицыно, Калининец и Апрелевка.

## История

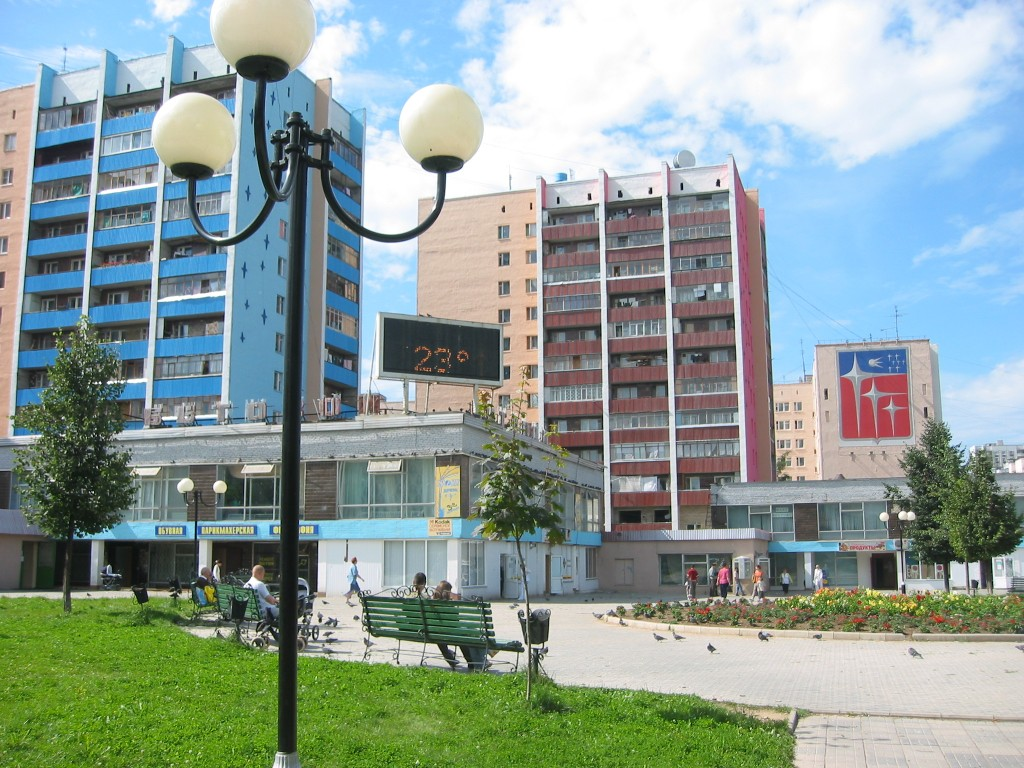
Площадь Мира, также известная как Голубиная

История Краснознаменска восходит к Великой Отечественной войне. Для полётов в тыл немцев советской дальней авиации требовалась пеленгаторная база, расположенная в трёх точках. Одной из таких точек стало место на краю лесного массива близ села Сидоровское. Здесь расположилось одно из подразделений полка связи и обеспечения дальней авиации.
В 1950 году было принято решение о сооружении на месте дислоцирования подразделения стационарного коротковолнового приёмного радиоцентра (ПРЦ) для войск связи дальней авиации. Выбор расположения был обоснован наличием в селе Сидоровское электрической подстанции с необходимым резервом мощности.
К осени 1952 года были построены семь финских домиков, которые образовали две улицы. Первый трёхэтажный жилой дом из красного кирпича был построен в 1957 году. Вскоре открылись солдатский клуб и библиотека, продолжилось строительство технических зданий, столовой, бани, первого стадиона. В начале 1960-х годов за населённым пунктом по номеру образования почтового отделения закрепилось название Голицыно-2. В 1963 году началось строительство первого в военном городке детского сада, распахнул двери для пациентов медицинский пункт, 13 сентября 1971 года раздался первый звонок в средней школе на 1000 учеников.
В 1963 году на краю того же лесного массива начала развиваться другая войсковая часть — ПРЦ войск связи Ракетных войск стратегического назначения (РВСН). В 1964 году вышло Постановление Правительства о строительстве на этом же месте ЦКП КИК. По заказу РВСН в 1964—1967 годах были введены в эксплуатацию 9 жилых четырёх- и пятиэтажных домов, два общежития, магазин, солдатский клуб, офицерская столовая, пробурена водозаборная скважина и введены очистные сооружения.
В 1967 году в Голицыно-2 из Болшево был передислоцирован Центр контрольно-измерительного комплекса искусственных спутников Земли и космических объектов.
В 1966 году вышло постановление Совета министров СССР о строительстве на территории части корпуса для размещения современных ЭВМ и других технических средств центрального комплекса «Скат-Ц» системы «Скат». Так назвали будущую автоматизированную систему управления (АСУ) космическими аппаратами и средствами КИК. Здание было введено в эксплуатацию в 1971 году, а работу автоматизированный центр начал в 1972 году.
На первое января 1976 года население посёлка уже составляло около 5 тысяч человек, было возведено около 20 жилых домов.
24 ноября 1977 года указом Президиума Верховного Совета РСФСР № 10 населённый пункт Голицыно-2 был отнесён к категории рабочих посёлков закрытого типа областного подчинения. Так как Центр контрольно-измерительного комплекса искусственных спутников Земли и космических объектов только что был награждён орденом Трудового Красного Знамени, тем же указом посёлку было присвоено наименование Краснознаменск. Однако это название долгое время считалось закрытым, и в открытых документах посёлок, а затем и город именовались по-прежнему Голицыно-2.
14 сентября 1981 года Указом Президиума Верховного Совета РСФСР рабочий посёлок Голицыно-2 был преобразован в одноимённый город закрытого типа областного подчинения. К этому времени население посёлка уже достигло 10 тысяч человек, а к 1988 году превысило 20 тысяч. За время с 1976 года были построены 2 школы, 2 поликлиники, отделение госпиталя, пять детских садов, две столовые, детское кафе. К концу 1981 года завершено строительство Дома офицеров.
30 октября 1982 года на центральной площади города был открыт памятник В. И. Ленину, созданный архитектором Кербелем Львом Ефимовичем.
Распоряжением Правительства РФ от 3 января 1994 года № 3-Р город Голицыно-2 переименован в город Краснознаменск.
Указом Президента России № 20 от 19 января 2015 года были утверждены границы города.

## Население
| 1996    | 2000    | 2001    | 2002    | 2003    | 2004    | 2005    | 2006    | 2007    | 2008    | 2009    | 2010    |
| ------- | ------- | ------- | ------- | ------- | ------- | ------- | ------- | ------- | ------- | ------- | ------- |
| 25 300  | ↗28 500 | ↗29 600 | ↘28 044 | ↘28 000 | ↗29 200 | →29 200 | ↗29 800 | ↗30 300 | ↗31 500 | ↗32 343 | ↗36 103 |
| 2011    | 2012    | 2013    | 2014    | 2015    | 2016    | 2017    | 2018    | 2019    | 2020    | 2021    | 2023    |
| ↗36 300 | ↗37 186 | ↗38 262 | ↗38 445 | ↗39 273 | ↗40 433 | ↗41 287 | ↗41 769 | ↗42 472 | ↗43 191 | ↗43 868 | ↗44 402 |
| 2024    |         |         |         |         |         |         |         |         |         |         |         |
| ↗44 657 |         |         |         |         |         |         |         |         |         |         |         |

На 1 января 2025 года по численности населения город находился на 338-м месте из 1124 городов Российской Федерации.
В Краснознаменске самая высокая рождаемость в области, средний возраст жителей города составляет 36 лет.
Значительную часть населения Краснознаменска составляют молодые семьи, в частности потому, что город является одной из площадок, на которых строится жильё по программе по обеспечению молодых семей. В городе имеется необходимая для молодых семей инфраструктура: школы, центр развития творчества детей и юношества, спорткомплекс «Заря», молодёжный центр. В сентябре 2011 года завершён коммерческий проект «Молодая семья», согласно которому 257 молодых семей купили квартиры.
Высокие показатели миграционного прироста населения города связаны с тем, что в Краснознаменске строится жильё по осуществляемой Министерством обороны РФ программе переселения семей военнослужащих с космодромов «Байконур» и «Плесецк». В связи с переселением более 1200 семей военнослужащих в городе с 2008 года наблюдается острая нехватка детских садов.
Национальный состав
По итогам переписи населения 2020 года проживали следующие национальности (национальности менее 0,1 % и другое, см. в сноске к строке «Другие»):
| Национальность | Численность, чел. | Доля     |
| -------------- | ----------------- | -------- |
| Русские        | 38 894            | 88,66 %  |
| Украинцы       | 1042              | 2,38 %   |
| Белорусы       | 343               | 0,78 %   |
| Татары         | 241               | 0,55 %   |
| Армяне         | 185               | 0,42 %   |
| Казахи         | 69                | 0,16 %   |
| Чуваши         | 65                | 0,15 %   |
| Другие         | 3029              | 6,90 %   |
| Итого          | 43 868            | 100,00 % |

## Транспорт
- Маршрут № 1к (от общежития на улице «Строителей» до улицы «Гагарина»)
- Маршрут № 35 (от ж.д. платформы Голицыно до общежития на улице «Строителей»)
- Маршрут № 52 (от ж.д. платформы Одинцово до ж.д. платформы Жаворонки через Краснознаменск)
- Маршрут № 58к (от ж.д. платформы Одинцово до Школы №4)
- Маршрут № 103к (от ж.д. платформы Одинцово до Школы №4)
- Маршрут № 442 (от Краснознаменск (госпиталь) до Парк Победы (Москва))
- Маршрут № 486 (от Краснознаменск (госпиталь) до Саларьево (Москва))

## Социальные объекты
В городе зарегистрировано 721 предприятие и учреждение, функционируют 4 общеобразовательных учреждения, Краснознаменский городской колледж, филиал Одинцовского техникума, детская юношеская спортивная школа, детская школа искусств (детская музыкальная школа), 9 дошкольных образовательных учреждений, Центр развития творчества детей и юношества, Дом офицеров (гарнизона), Молодёжный Центр досуга. Издаётся городская газета «Импульс», функционирует муниципальное телевидение «ТВР+».
В 2003 году был открыт Центр профессионального образования, на базе которого работают филиалы нескольких высших учебных заведений, сдан в эксплуатацию стадион «Заря», имеющий поле с подогревом. 
В Краснознаменске функционируют центральная муниципальная библиотека, четыре музея. Есть поликлиника для детей и взрослых, отделение скорой помощи, 150-й Центральный военный госпиталь.

## Экономика и инфраструктура
Город обладает развитой инженерной инфраструктурой (энергетика, газо-, тепло- и водоснабжение, связь, транспорт и др.), высоким интеллектуальным потенциалом, рынком жилья, экологической безопасностью, политической стабильностью. Кроме предприятий оборонного и научно-производственного комплексов в городе успешно функционируют предприятия научно-технической и инновационной сферы. В целях развития инновационной деятельности на территории города создана промышленная зона площадью около 9000 м² для размещения высокотехнологичных предприятий, хотя специфика ЗАТО накладывает некоторые ограничения на этот процесс. С начала 2011 года в городе работает компания по выпуску пластиковых карточек.
В Краснознаменске зарегистрировано около 700 предприятий и учреждений, более 1000 индивидуальных предпринимателей.
В городе работает ликёроводочный завод «Традиции качества» компании «Синергия».

## Местное самоуправление
В соответствии с законом Московской области город Краснознаменск был наделён статусом городского округа, в состав которого входит 1 населённый пункт — город Краснознаменск.
Согласно уставу городского округа к органам местного самоуправления Краснознаменска относятся:
- глава городского округа;
- Совет депутатов;
- администрация городского округа;
- контрольное управление городского округа[28].

Совет депутатов является представительным органом местного самоуправления города и состоит из 20 депутатов, избираемых на муниципальных выборах сроком на 5 лет. Согласно действующему законодательству, глава муниципального образований, избранный гражданами России, входит в состав Совета депутатов и возглавляет его. На выборах 14 сентября 2014 года среди избранных депутатов оказались представители всех фракций парламентских политических партий и один самовыдвиженец. Впервые за всю историю города в составе Совета депутатов появился представитель ЛДПР - кандидат юридических наук Виталий Владиславович Вышкварцев, являющийся самым молодым депутатом.
Глава городского округа избирается на муниципальных выборах и является одновременно председателем Совета депутатов. С главой администрации Краснознаменска (это отдельное должностное лицо) Советом депутатов города заключается контракт.
15 апреля 2016 года состоялась инаугурация Главы городского округа Краснознаменск Андрея Васильевича Ильина, сменившего на этой должности Михаила Васильевича Сапунова.
С 26 декабря 2018 года по 20 июля 2022 года должность Главы городского округа Краснознаменск занимала Виктория Александровна Коваленко.
С сентября 2022 года по настоящее время должность Главы г.о. Краснознаменск занимает Пирогов Владимир Александрович.

## Спорт
В городе существует два футбольных клуба ФК «Краснознаменск», который играет на стадионе «Строитель» в Селятино и «Заря», которая играет на стадионе «Заря» в Краснознаменске.

## Фотогалерея

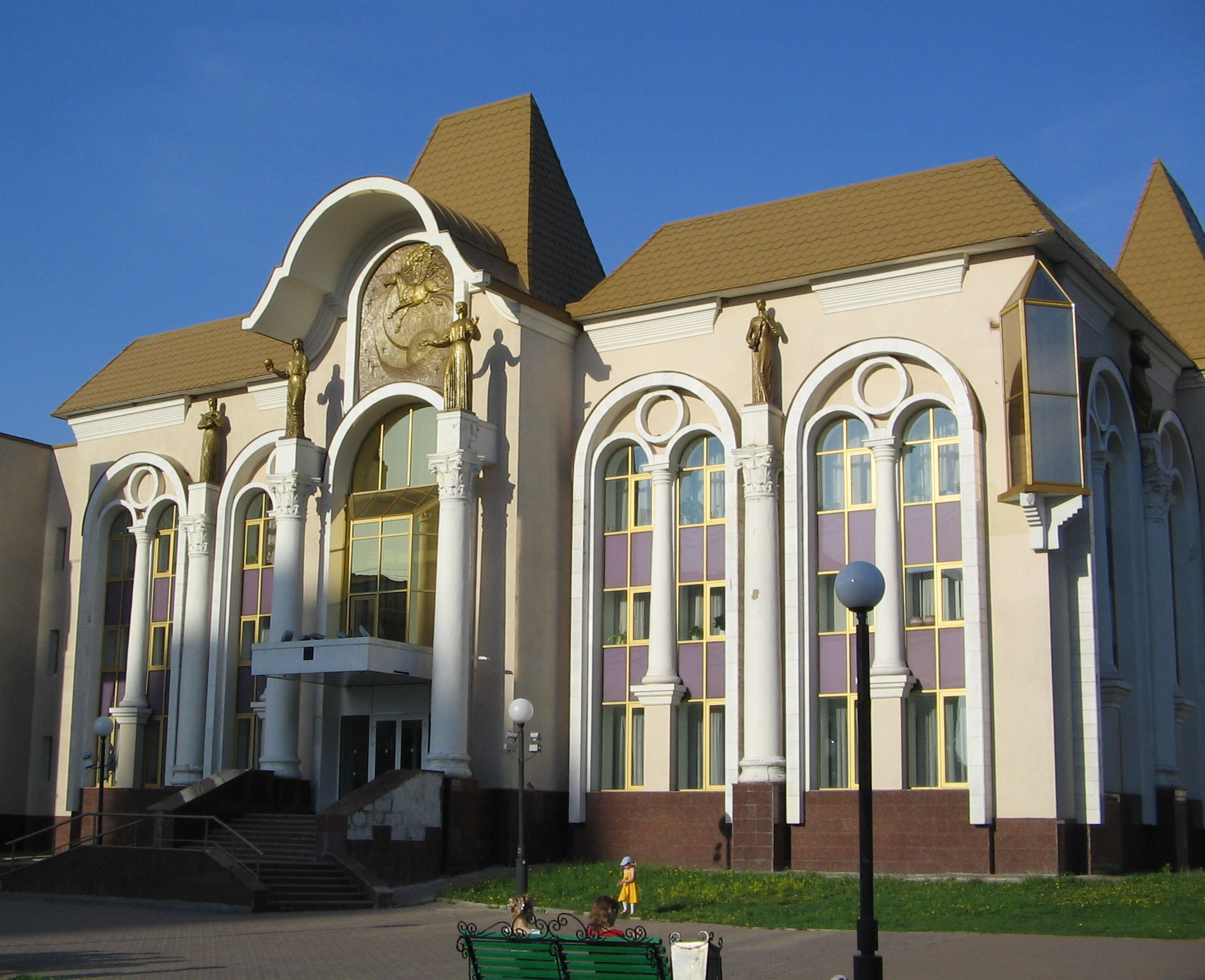
Центр развития творчества детей и юношества
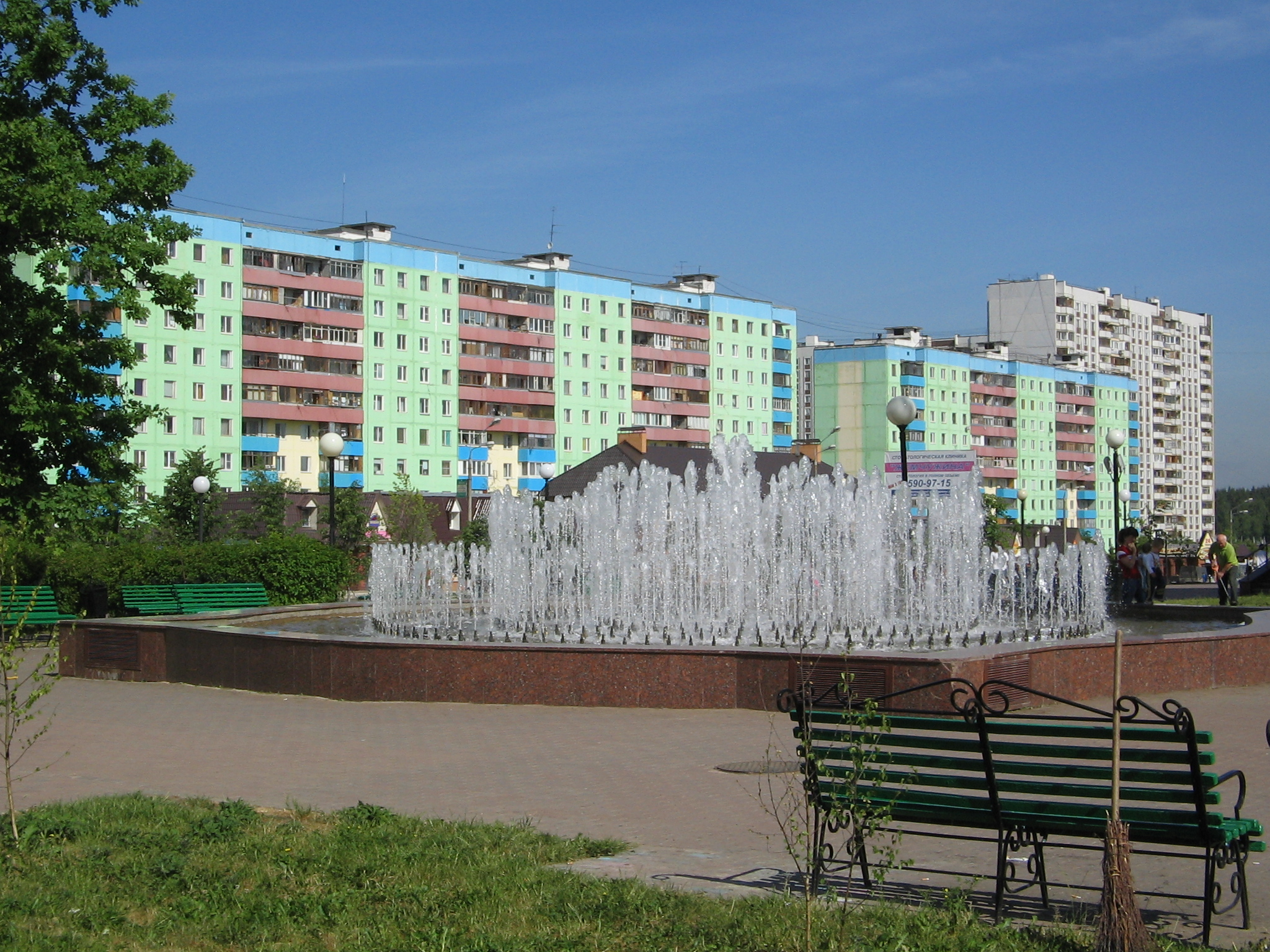
Фонтан на улице Победы
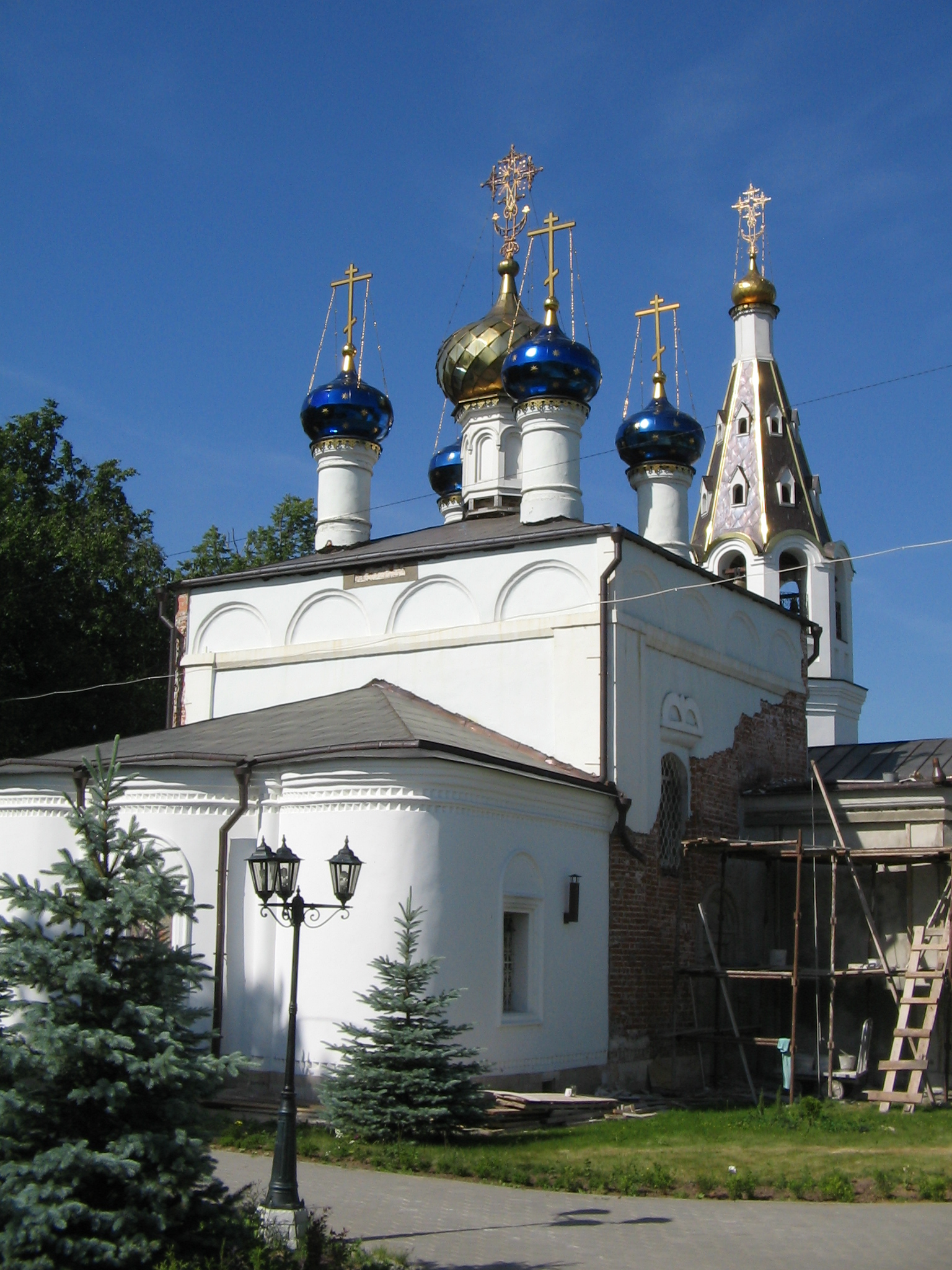
Никольская церковь (село Сидоровское)
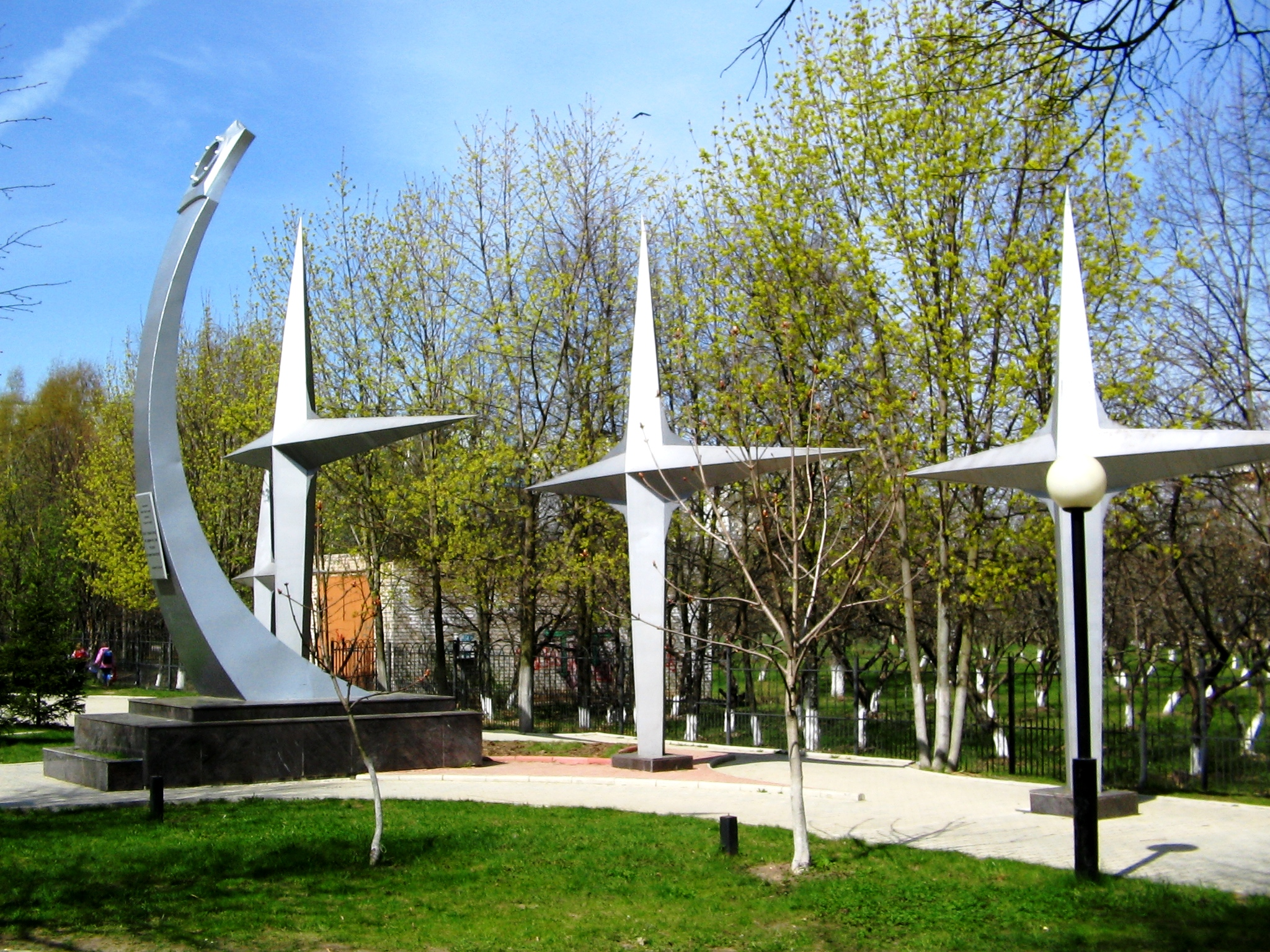
Мемориал Германа Титова
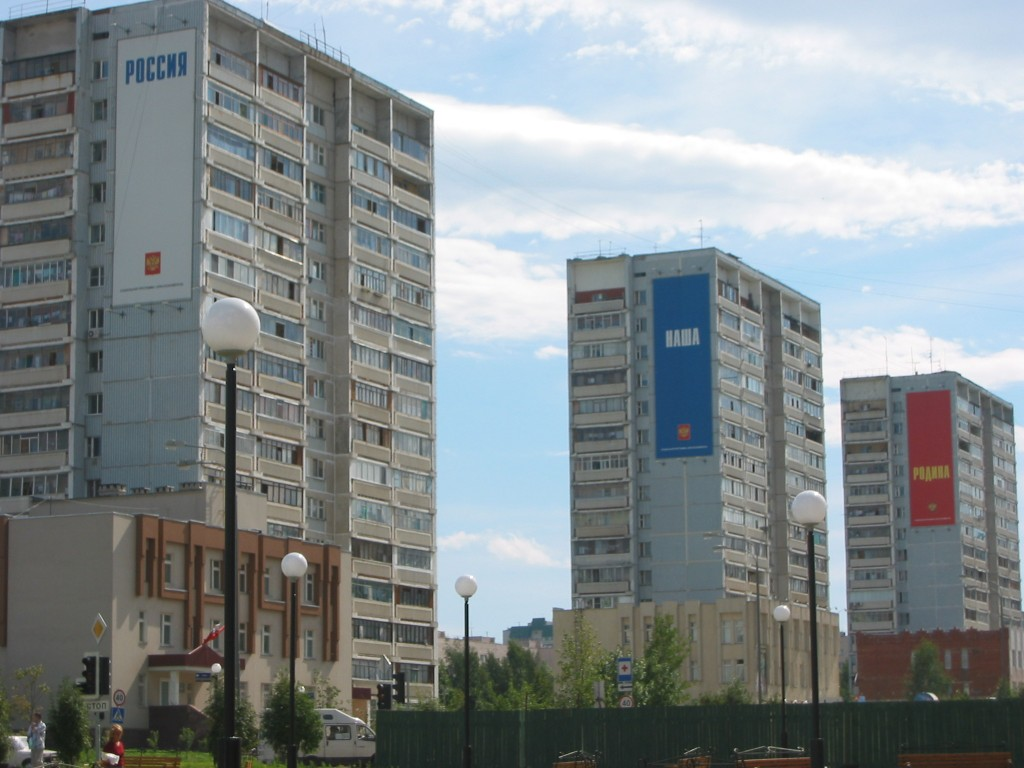
Улица Победы
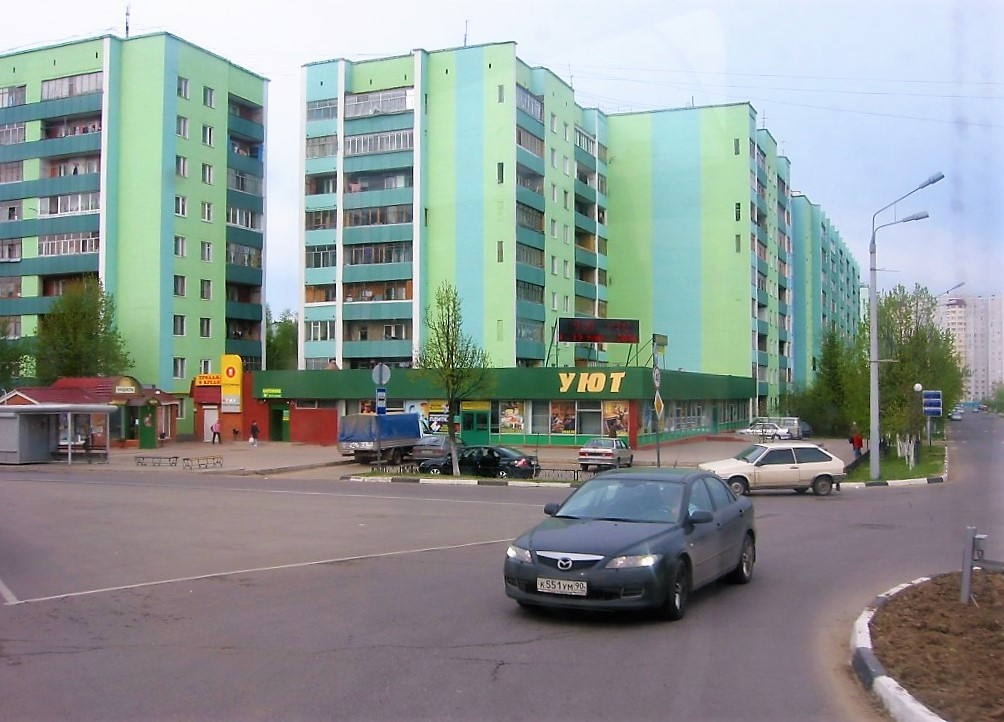
Улица Молодёжная
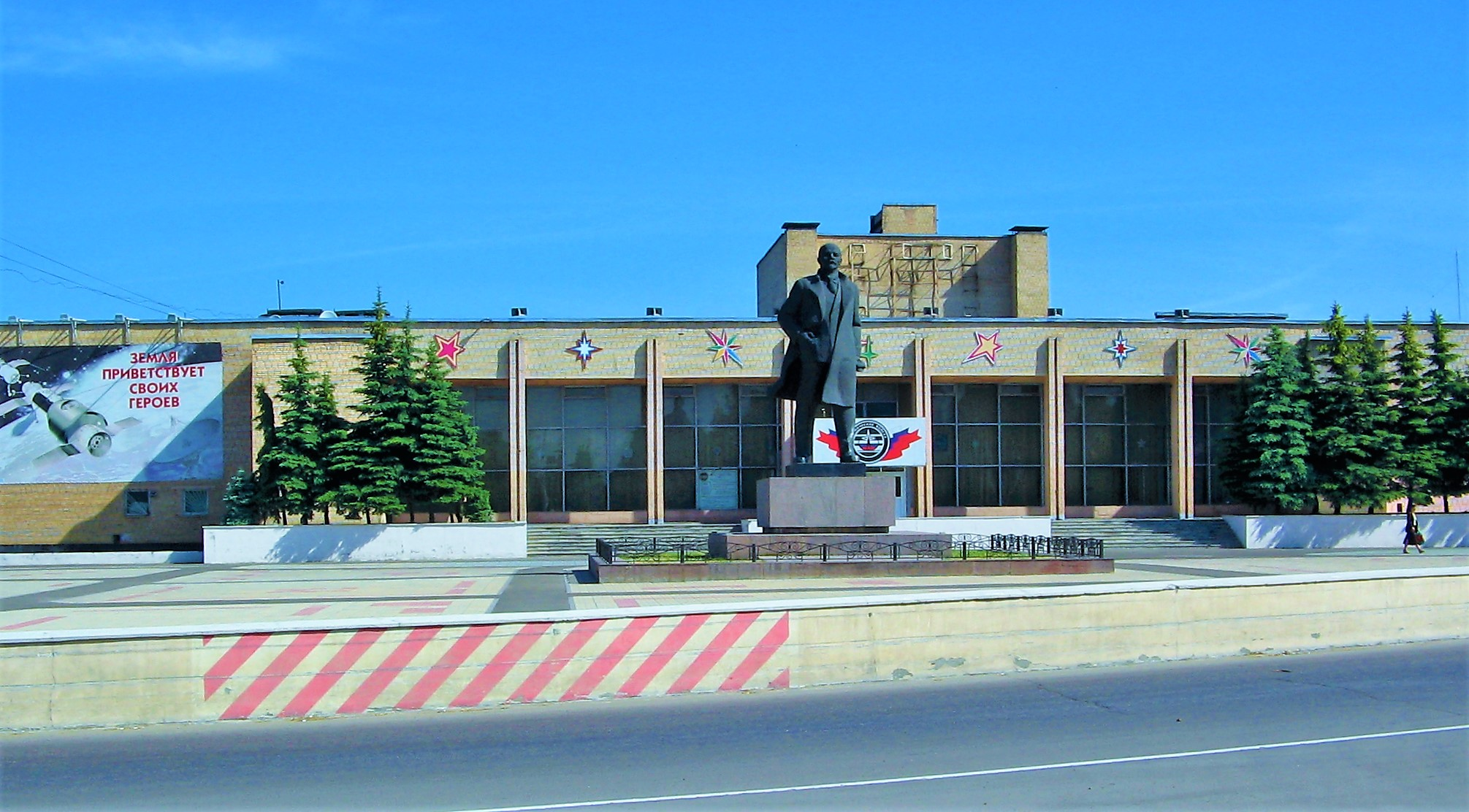
Памятник В. И. Ленину у ДК «Космос» (ранее «Дом офицеров»)